# Cotorreta cuadaurada
La cotorreta cuadaurada (Touit surdus) és una espècie d'ocell de la família dels psitàcids que habita els boscos de les terres costaneres de l'est del Brasil.